# Barbara (cantante)
Barbara, pseudonimo di Monique Andrée Serf (Parigi, 9 giugno 1930 – Neuilly-sur-Seine, 24 novembre 1997), è stata una cantautrice e attrice francese.
Il suo nome d'arte deriva dal nome di sua nonna, Varvara Brodsky, di origine russa.

## Biografia
Monique Serf nacque a Parigi, figlia di un ebreo alsaziano e di un'ebrea russa. La sua adolescenza fu segnata profondamente dalla guerra (di origini ebraiche, la poco più che decenne Monique dovette nascondersi per sfuggire all'occupazione nazista in Francia) e dagli abusi sessuali di suo padre. Nella sua autobiografia lasciata incompiuta, la cantante accenna a queste terribili esperienze e alle indelebili ferite che la portarono giovanissima ad allontanarsi definitivamente dalla famiglia.
Terminata la guerra, Monique viene notata da un insegnante di musica che, oltre a darle lezioni di canto e di piano, la incoraggia ad iscriversi alla École Supérieure de Musique. Intanto il padre abbandona la famiglia e per Barbara cominciano i problemi economici: costretta a interrompere gli studi e a restituire il pianoforte a noleggio su cui si esercitava, comincia a cercare lavoro e a sottoporsi alle prime audizioni.
Nel 1950, grazie al prestito di un'amica, decide di trasferirsi a Bruxelles, ma l'anno dopo è costretta a rientrare per mancanza di fondi e a cercare lavoro. Si presenta per un'audizione a "La Fontaine des Quatre Saisons", un popolare cabaret parigino. Il programma è completo, ma i fratelli Pierre e Jacques Prévert, gestori del locale, le offrono ugualmente un lavoro come cameriera. Monique non riuscirà mai ad esibirsi, ma grazie a questo lavoro avrà l'opportunità di conoscere numerosi esponenti del mondo intellettuale parigino e di assistere ogni sera ai recital di poesie scritte da Jacques Prévert.
Nel 1952 torna in Belgio, dove si unisce a una comunità di artisti che, appropriatisi di un vecchio edificio, lo trasformano in un laboratorio di pittura e letteratura e danno spettacoli musicali in cui lei, con lo pseudonimo di Barbara Brodi (da Varvara Brodsky) esegue al pianoforte le canzoni di Édith Piaf, Juliette Gréco e Germaine Montero. Nel 1953 sposa Claude John Luc Sluys, uno studente in giurisprudenza da cui si separa tre anni dopo.
Tornata a Parigi, prende definitivamente il nome d'arte di "Barbara" ed entra nel vivo della vita artistica del Quartiere latino esibendosi nei piccoli locali frequentati dagli studenti. In questo periodo include nel suo repertorio canzoni di Léo Ferré e dell'emergente Georges Brassens. Proprio grazie all'interessamento di quest'ultimo, Barbara riuscirà a realizzare nel 1957 il primo 45 giri, che andrà a incidere a Bruxelles. Nello stesso periodo comincia a cantare anche le prime sue composizioni, ma senza rivelarsi al pubblico come autrice.
Nel cabaret L'Ecluse, dove si esibirà per ben sei anni, conosce Jacques Brel e instaura con lui un durevole sodalizio artistico che la porterà ad interpretare numerose sue composizioni. Nel 1959 esce un suo extended play dal titolo La chanteuse de minuit. Il vero successo arriva però nel 1961 con il suo ingaggio presso il celebre music-hall Bobino a Montparnasse. In quell'occasione canta Brassens, Brel, Moustaki, ma anche i primi pezzi scritti da lei, come Chapeau bas. La critica è particolarmente severa con lei: sempre vestita di nero, rigida e formale, la cantante viene accusata di essere innaturale e poco spontanea.

### Il successo
Due anni più tardi si presenta al Théâtre des Capucines con un nuovo repertorio che comprende numerosi pezzi scritti da lei stessa. La sua carriera discografica decolla a partire dal 1964 grazie a un contratto con la Philips Records e all'uscita, nel 1965, dell'album Barbara chante Barbara, interamente scritto da lei.
Le sue serate al Bobino, all'Olympia e in molti altri templi dello spettacolo parigino vedono il tutto esaurito e Barbara chante Barbara riscuote un enorme successo sia di pubblico che di critica, vincendo il "Grand Prix du Disque" dell'Accademia Charles Cros. Alla cerimonia della premiazione, un'emozionata Monique Serf rompe l'attestato in quattro frammenti, donando ciascun pezzo ai tecnici che avevano partecipato alla realizzazione del disco, in segno di gratitudine.
Presto la cantautrice si afferma con il suo stile unico e singolare. I suoi versi drammatici e le sue intense esibizioni dal vivo fanno di lei un'artista-simbolo per il pubblico francese. Molte sue canzoni diventeranno dei classici; tra queste sono da ricordare Ma plus belle histoire d'amour, L'aigle noir, Nantes, La solitude, Göttingen e Une petite cantate.
Nel 1967 Barbara compie la prima tournée all'estero, presentando i suoi brani nei teatri di molti paesi d'Europa e in Canada. In Italia si esibisce al Piccolo Teatro di Milano, a Genova, Parma, Bologna e Napoli. In Germania la municipalità di Gottinga (città alla quale Barbara aveva dedicato nel 1964 una canzone) la invita espressamente per uno spettacolo.
Nel 1969 Barbara canta Moi, j'm'en balance, composta da Georges Moustaki per il film di Nelly Kaplan,  La fiancée du pirate, quindi annuncia la sua decisione di non voler più fare serate in pubblico, anche se assicura che onorerà gli impegni già presi in precedenza. Nel 1970 debutta come attrice nel lavoro Madame, che si rivela un insuccesso e viene presto smontato dalle scene. Nel 1971 prende parte con Jacques Brel al film da lui diretto e intitolato Franz. Due anni dopo compare in L'oiseau rare, per la regia di Jean-Claude Brialy. L'ultimo ruolo interpretato in pellicola è del 1977, in Je suis né à Venise, film televisivo scritto e diretto dal celebre coreografo Maurice Béjart.

### Lily Passion
Negli anni settanta Barbara compare in molti spettacoli televisivi, al fianco di celebrità quali Johnny Hallyday; effettua una lunga tournée toccando Giappone, Russia, Spagna, Canada, Portogallo, Italia, Belgio, Israele, Paesi Bassi e Svizzera. Gli anni ottanta la vedono ancora attiva come protagonista di spettacoli dal vivo e come cantautrice. Il suo album Seule è uno dei più venduti del 1981 in Francia. L'anno successivo riceve il Grand Prix du Disque per il suo contributo alla cultura francese. Sempre nel 1982 si esibisce a New York al Metropolitan Opera in uno spettacolo di canzoni e balletti al fianco di Mikhail Baryshnikov. In questo periodo stringe un solido rapporto di amicizia con l'emergente Gérard Depardieu e con sua moglie Élisabeth. Di qui nasce la collaborazione al lavoro teatrale Lily Passion scritto da lei e da Luc Plamondon nel quale lei lavora appunto con Gérard Depardieu. È la storia di un assassino, David, che sente l'istinto di uccidere ogni volta che sente Lily cantare. Barbara raccontò di aver scelto il nome in onore del suo compagno David Bret, giornalista.
Nel 1986 parte una nuova, lunga tournée che copre tutta la Francia, con alcune tappe anche in Belgio e in Italia.

### Gli ultimi anni
Alla fine degli '80 si mette in luce come attivista nella lotta all'AIDS. Sfortunatamente, perde la sua voce unica ma continua a cantare. Nel 1988 il governo francese le conferisce la Legion d'Onore. Negli anni novanta la sessantenne Barbara continua a pubblicare dischi, anche se alcuni problemi di salute le impediscono di esibirsi dal vivo. Il suo album del 1996, intitolato semplicemente Barbara, sarà un successo da un milione di copie.
Nel novembre 1997 Barbara muore a Neuilly-sur-Seine, in seguito a complicazioni respiratorie. È sepolta a Montrouge al Cimitero parigino di Bagneux, pochi chilometri a sud di Parigi.
Considerata un'icona della storia della musica leggera francese, Barbara è stata onorata anche attraverso l'emissione, alcuni anni dopo la sua morte, di un francobollo commemorativo. Le sue memorie, incompiute, sono state pubblicate con il titolo Il était un piano noir.